# Quiliano
Quiliano är en ort och kommun i provinsen Savona i regionen Ligurien i Italien. Kommunen hade 7 053 invånare (2018).